# Cronica unui bufon
Cronica unui bufon (în cehă Bláznova kronika) este un film cehoslovac din 1964 regizat de Karel Zeman. Descris de Zeman ca un film „pseudo-istoric”, este o comedie neagră anti-război care are loc în timpul războiului de treizeci de ani. Filmul combină acțiunea live cu animația pentru a sugera stilul artistic al gravorului Matthäus Merian. În 1964, a câștigat premiul pentru cel mai bun film și pentru cel mai bun regizor la Festivalul Internațional de Film din San Francisco.

## Prezentare
Filmul urmărește soarta unui tânăr plugar Petr (Petr Kostka), care a fost dus cu forța în armată în 1625 pentru a lupta pe câmpurile de luptă ale Războiului de treizeci de ani. La începutul filmului, Petr se întâlnește accidental cu un recrutor militar (și ulterior prietenul și prietenul său militar), mercenarul Matěj din Babice (Miloslav Holub), iar mai târziu cu o fată Lenka (Emília Vašáryová). Cele trei personaje principale parcurg apoi întregul film. Ca majoritatea lungmetrajelor lui Karel Zeman, este plin de umor proaspăt, conține multe trucaje și realizări artistice extraordinare și distinctive.

## Distribuție
Personaje principale
- Petr Kostka - Petr
- Miloslav Holub - ofițer de recrutare Matyáš din Babice
- Emília Vášáryová - Lenka

Personaje secundare
- Valentina Thielová - contesa Veronika
- Karel Effa - Hetman Varga din Koňousov
- Eva Šenková - contesa
- Eduard Kohout - conte
- Vladimír Menšík - pictor de curte
- Čestmír Řanda - observator
- Jiří Holý ca ofițer spaniol
- Josef Haukvic - mușchetar
- František Kovářík - Jester

## Primire
Filmul a avut un succes notabil la Festivalul Internațional de Film de la San Francisco din 1964, câștigând premiul pentru cel mai bun film și pentru cel mai bun regizor. De asemenea, a fost votat cel mai bun film la  Festivalul Internațional de Film de la Addis Abeba din 1964, în Etiopia și a fost onorat la trei categorii la Festivalul de la Cannes.

## Vezi și
- Filmografia actriței Emília Vášáryová